# Aptesis senicula
Aptesis senicula là một loài tò vò trong họ Ichneumonidae.